# Филиппино-американская война
Филиппино-американская война (англ. Philippine-American War, Filipino–American War, Philippine Insurrection, Tagalog Insurgency; филипп. Digmaang Pilipino-Amerikano, Insureksyong Pilipino, Insurhensiyang Tagalog; исп. Guerra filipina-estadounidense, Segunda guerra de independencia filipina, Insurrección filipina, Insurrección tagala) — война Первой филиппинской республики за независимость от Соединённых Штатов Америки.
Война была продолжением Филиппинской антиколониальной революции и вмешательства США в дела островов, в 1896—1898 годах боровшихся против испанского владычества. Война длилась с 1899 по 1902 год, когда филиппинское правительство официально признало американское правление. Отдельные столкновения между правительственными отрядами и вооружёнными группами филиппинских партизан продолжались до 1913 года.

## Повод к войне

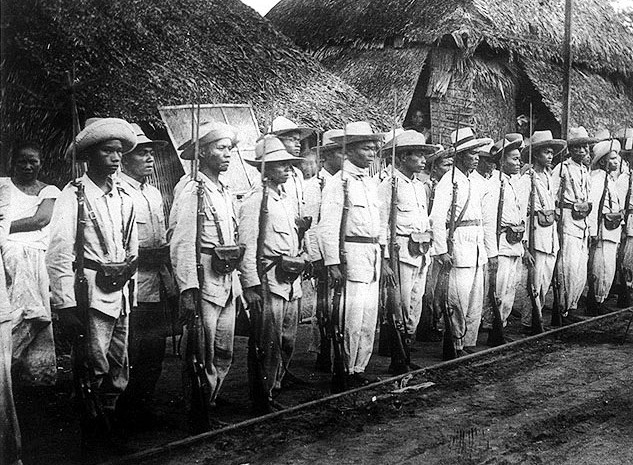
Отряд филиппинских повстанцев

В 1896 году на Филиппинах начались массовые восстания против испанского владычества. Но филиппинским патриотам не хватало поддержки сильной страны. Таковая нашлась в лице США. Американское правительство пообещало филиппинскому народу провозгласить Филиппины независимой державой. В апреле 1898 года США начали военные действия против Испании под предлогом помощи восставшим националистам Кубы, Филиппин и Пуэрто-Рико. Испания, которая держала под своим владычеством эти страны с XVI века, проиграла войну. США во многом помогли странам, которые хотели обрести независимость от Испании, разгромив испанские войска и заставив вывести их с территории колоний. Однако после войны этим странам США не только не спешили, но и не планировали предоставлять обещанную независимость. Филиппины провозгласили свою независимость от Испании 12 июня 1898 года (ровно за 2 месяца до окончания испано-американской войны), испанцы реально контролировали только столицу и её окрестности. Однако США не признали независимость Филиппин и 10 декабря 1898 года США купили у Испании Филиппины за 20 млн долл. США, согласно Парижскому мирному договору 1898 года, подписанному после окончания испано-американской войны. Теперь Филиппины находились под покровительством США, что не входило в планы филиппинских республиканцев.
Непосредственным поводом к войне между США и Филиппинами послужил инцидент, произошедший ночью 4 февраля 1899 года на Сан-Хуанском мосту, близ Манилы. Американский солдат застрелил филиппинца, зашедшего на базу США. Американский солдат пытался остановить филиппинца, но тот не знал английского языка, и американец открыл огонь.

## Боевые действия

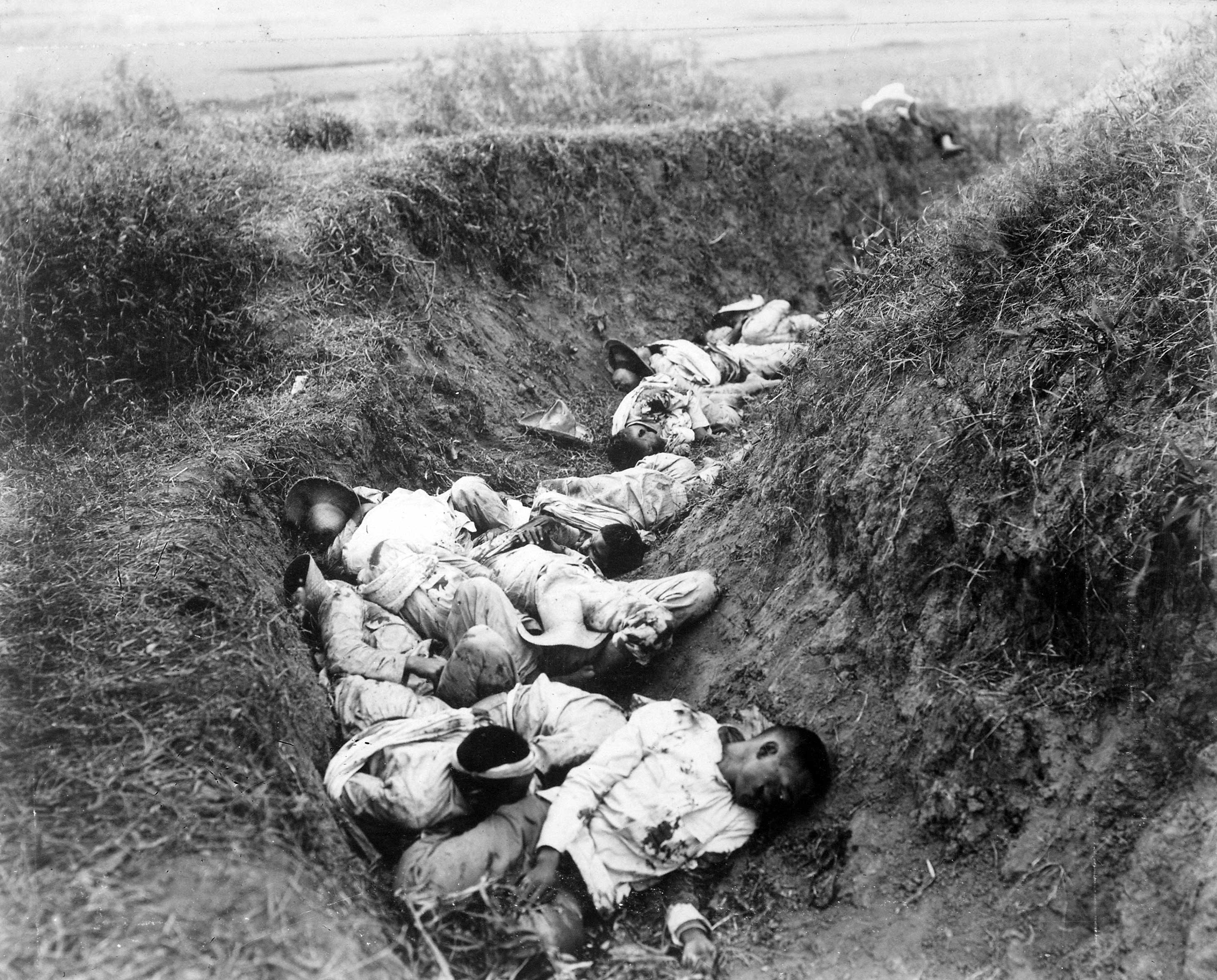
Филиппинцы, убитые в первые дни войны

Уже спустя пару часов начались настоящие боевые действия. Армия США быстро разгромила плохо вооружённую и неподготовленную армию республиканцев, которой командовал Эмилио Агинальдо. Битва происходила вблизи столицы Филиппин (4—5 февраля). В этой битве 12 000 американцев легко одолели 15 000-ю армию Агинальдо, потеряв при этом всего 50—60 человек убитыми и 225 ранеными (потери филиппинцев составили 2000 убитыми и ранеными). Казалось, поражение Агинальдо неизбежно. Но Агинальдо удалось скрыться с остатками своих войск в неприступных северных горах. 31 марта американцы заняли Малолос — первоначальную столицу Филиппинской республики, хотя этот город был уже фактически намеренно сожжён отступавшей филиппинской армией.
В мае 1899 года, после того как испанцы покинули Замбоангу, филиппинский генерал Висенте Альварес провозгласил независимую Республику Замбоанга. Американцы поддержали эту сепаратистскую республику.
Американские войска генерал-майора Артура Мак-Артура начали медленно наступать на север острова Лусон. За первые полгода американцы продвинулись всего на 100—120 километров к северу от Манилы. Им пришлось выдержать тяжелый бой за переправу через реку Сапоте 10—12 июня 1899 года.
11 августа 1899 года США послали 11 000 солдат, чтобы остановить республиканскую армию. Но партизанская война шла полным ходом, поэтому на первых этапах войны американская армия несла большие потери. Вначале на Филиппинах находилось только 40 000 американских солдат, но в течение последующих двух лет оккупационную армию пришлось увеличить более чем втрое.
С началом войны в правительстве Филиппин начались распри по поводу дальнейшей судьбы страны. Президент республики Э. Агинальдо, П. Патерно и другие 7 мая 1899 года отстранили от власти главу республиканского правительства А. Мабини. 5 июня 1899 года своим подчиненным был убит главнокомандующий филиппинскими войсками генерал А. Луна, стоявший за бескомпромиссное сопротивление захватчикам.
В октябре 1899 года американцы начали новое наступление на Филиппинах, имея 38 тысяч человек. За 1899 год было 15 крупных боев между американцами и филиппинцами. Филиппинцы стойко оборонялись в ряде мест, особенно на перевале Тирад 2 декабря 1899 года, но к началу 1900 года их армия распалась на отдельные отряды, перешедшие к партизанским действиям. Независимая Филиппинская Республика фактически прекратила своё существование.

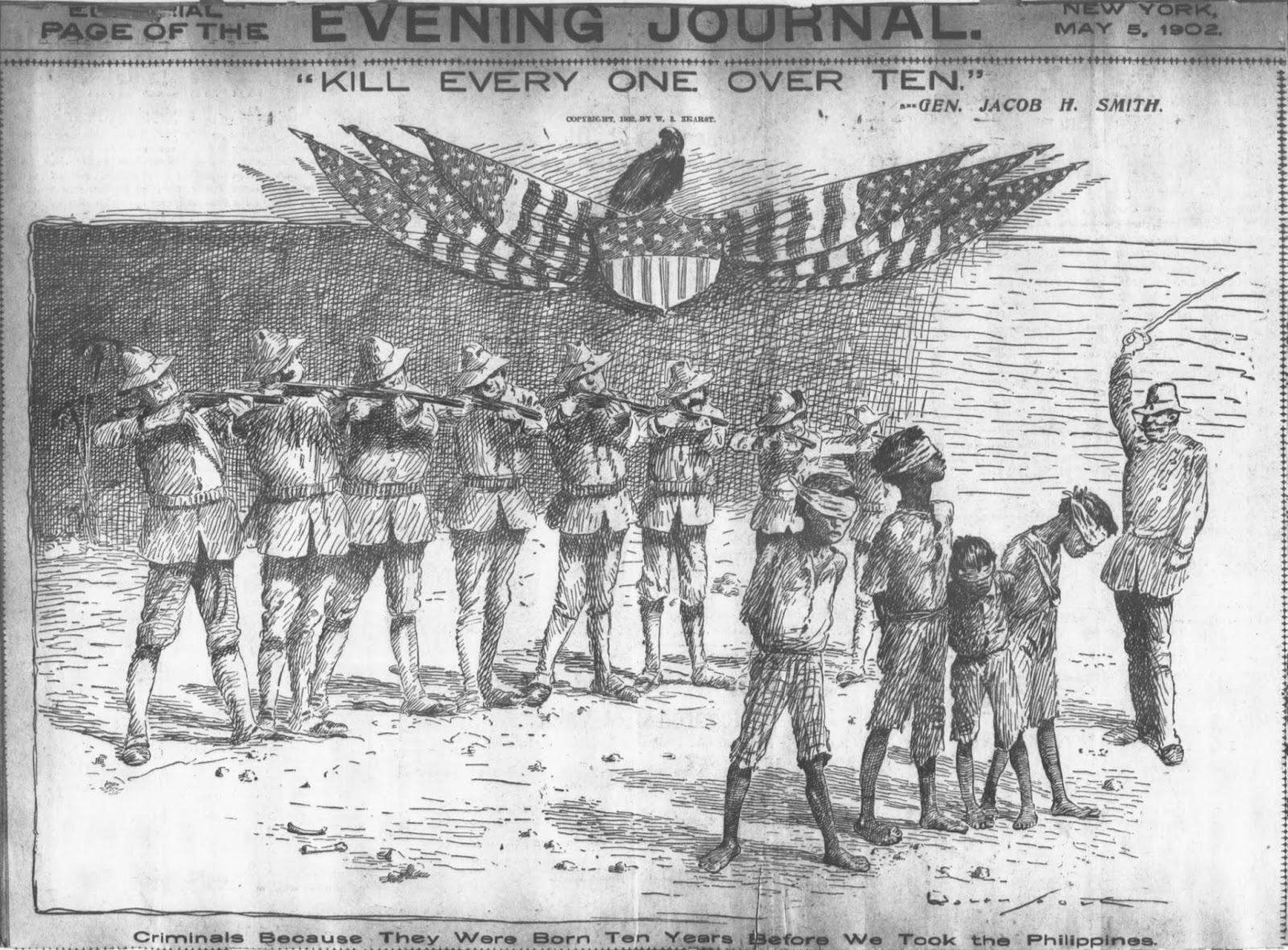
Одна из известных карикатур New York Journal American времен Филиппино-американской войны: исполнение приказа генерала Джейкоба Смита «Убивать всех старше десяти лет», размещенная на обложке газеты от 5 мая 1902

23 марта 1901 года американцы захватили в плен Агинальдо. 1 апреля 1901 года в Маниле Агинальдо поклялся признать власть Соединённых Штатов над Филиппинами и заверил в своей преданности американское правительство. Три недели спустя он публично обратился к своим собратьям, призывая их сложить оружие. Но захват Агинальдо не произвёл на филиппинских патриотов такого впечатления, которого ожидало правительство США. Образовались новые отряды партизан, во главе которых встал генерал Мигель Мальвар. Война возобновилась.
28 сентября 1901 года филиппинцы напали на американский гарнизон в городе Балангига на острове Самар. Из 74 американцев уцелели только 26, причём 22 из них были ранены. После этого американский бригадный генерал Джейкоб Смит приказал перебить всех жителей острова Самар, старше десяти лет, однако этот приказ не был исполнен. Тем не менее в результате карательной экспедиции погибло от 2 до 2,5 тысяч человек, (по другим данным до 50 000 человек). После этого генерал Смит был отправлен под трибунал. Американцами массово расстреливались филиппинские пленные и жители деревень, подозреваемые в поддержке партизан. Американцы практиковали так называемые «пытки водой», когда заключенного заставляли пить большое количество жидкости, что часто приводило к смерти в результате обморока.

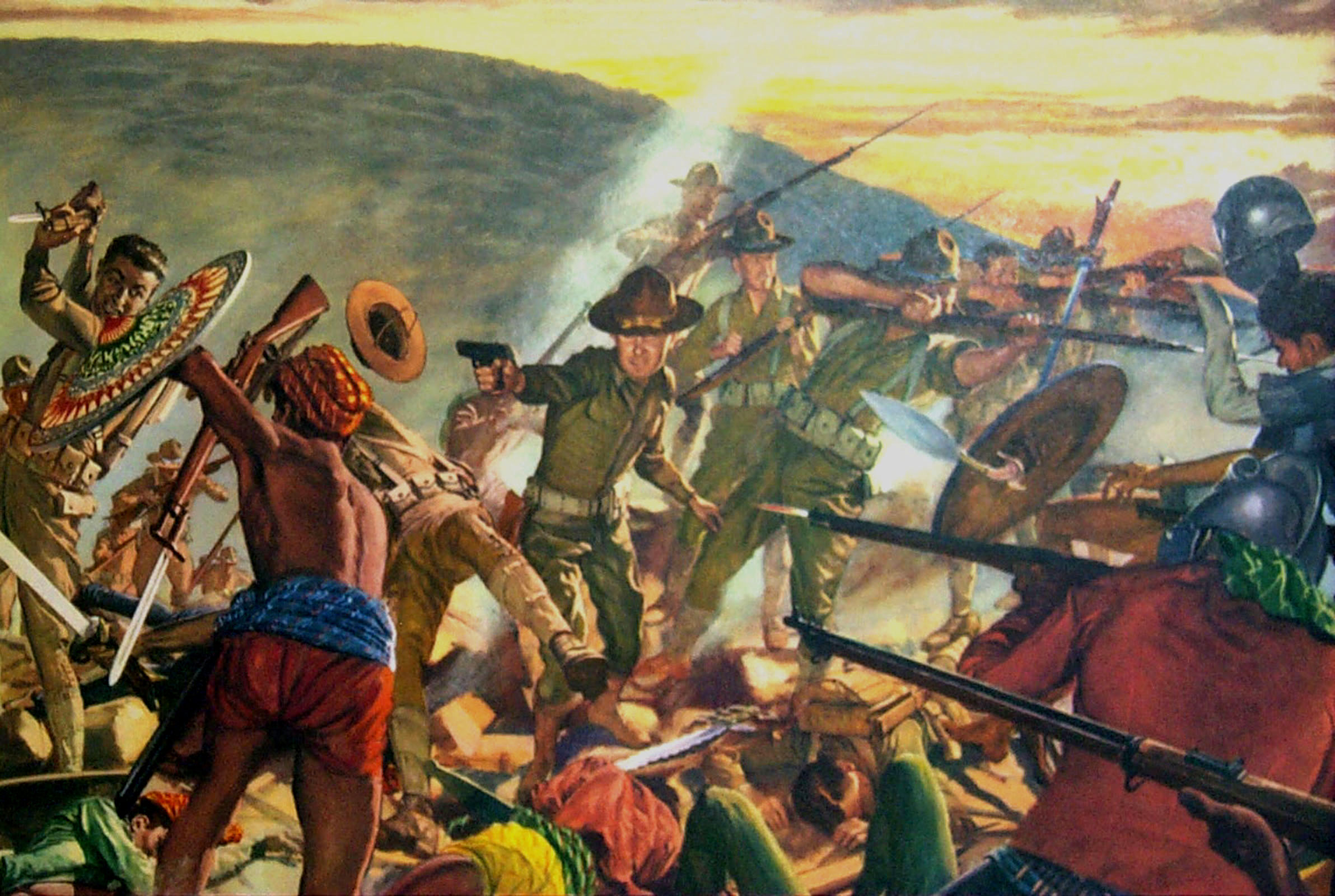
Американцы сражаются с моро. Июнь 1913 года

В апреле 1902 года, подавленный морально, Мальвар сдался в плен американцам вместе со своей больной супругой и детьми. С ним в плен сдались и его 3000 лучших воинов. Фактически Мальвар был последним боеспособным генералом на Филиппинах. Основные филиппинские лидеры признали победу американцев. Но в некоторых районах Филиппин — страны, разбросанной на большом количестве островов, — партизанские отряды народа моро продолжали войну до 1913 года.

## Конец войны
Война стоила Соединённым Штатам 600 млн долл. США (по тем временам громадная сумма). Филиппины стали зависимой территорией США. Чтобы сохранить видимость самоуправления, был принят «Филиппинский билль» и была создана Национальная ассамблея, избранная филиппинцами, которая начала заседать в 1907 году. Только в 1935 году Филиппины получили статус автономии в рамках США. Филиппинам была окончательно предоставлена независимость в 1946 году.

## Статистика Филиппино-американской войны
| Воюющие страны   | Население (на 1899 год) | Мобилизовано солдат | Убито солдат | Ранено солдат | Убито мирных жителей |
| ---------------- | ----------------------- | ------------------- | ------------ | ------------- | -------------------- |
| США              | 74 850 000              | 126 000             | 6165         | 3000          |                      |
| Филиппины        | 7 350 000               | 100 000             | 20 000       |               | 200 000              |
| ВСЕГО            | 82 200 000              | 226 000             | 26 165       |               | 200 000              |
| Примечания 1. 2. |                         |                     |              |               |                      |